# 이수진 (간호사 출신 정치인)
이수진(李壽珍, 1969년 5월 14일~)은 대한민국의 간호사, 노동운동가 출신 정치인이다. 제21·22대 국회의원이다.
2020년 제21대 국회의원 선거를 앞두고 더불어시민당의 비례대표 13번으로 공천을 받아 당선되었다.
2024년 제22대 국회의원 선거에서는 더불어민주당 소속으로 성남시 중원구 선거구에 출마했으며 60.11%의 득표율을 기록하면서 제22대 국회의원으로 당선, 재선에 성공했다.

## 학력
- 서울청량국민학교 졸업
- 청량중학교 졸업
- 송곡여자고등학교 졸업
- 삼육간호전문대학 간호과 졸업
- 성공회대학교 사회복지학과 졸업
- 2016: 연세대학교 행정대학원 공공정책학 석사 졸업
- 2020: 명지대학교 대학원 행정학 박사수료

## 경력
- 2010년: 한국갈등해결센터 이사
- 2010년~2014년: 한국노동조합총연맹 서울지역본부 여성위원회 위원장
- 2010년~2014년: 한국노동조합총연맹 서울본부 부의장
- 2011년 4월~2017년: 연세의료원노동조합 위원장
- 2011년~2015년: 서울특별시 물가대책위원회 위원
- 2012년: 인천국제공항공사 임원추천위원회 위원
- 2012년 1월~2012년 3월: 민주통합당 청년대표 국회의원 선출특별위원회 위원
- 2012년 2월~2013년 5월: 민주통합당 당무위원회 위원
- 2012년 11월~2015년 1월: 서울지방노동위원회 근로자위원
- 2013년 5월~2014년 3월: 민주당 당무위원회 위원
- 2014년 3월~2014년 7월: 새정치민주연합 당무위원회 위원
- 2014년 11월~: 전국의료산업노동조합연맹 위원장
- 2015년 1월~2018년 12월: 국민건강보험공단 재정운영위원회 위원
- 2015년 4월~2015년 12월: 새정치민주연합 부대변인
- 2015년 6월~2015년 12월: 새정치민주연합 전국여성위원회 부위원장
- 2015년 7월~2015년 12월: 새정치민주연합 전국노동위원회 상임부위원장
- 2015년 9월~: 중앙노동위원회 근로자위원
- 2015년 12월~2016년 1월: 더불어민주당 부대변인
- 2015년 12월~2016년: 더불어민주당 전국여성위원회 부위원장
- 2015년 12월~2016년: 더불어민주당 전국노동위원회 부위원장
- 2016년 1월~2016년 4월: 더불어민주당 인재영입위원회 위원
- 2016년 1월~2019년: 전태일재단 운영위원
- 2016년 1월~: 건강보험정책심의위원회 위원
- 2016년 1월~2019년 11월: 아시아평화와 역사교육연대 운영위원
- 2016년 12월~2018년 8월: 더불어민주당 전국노동위원회 위원장
- 2017년 1월~: 한국노동복지센터 이사
- 2018년 3월~2018년 4월: 더불어민주당 전략공천관리위원회 위원
- 2018년 9월~2020년 3월: 더불어민주당 최고위원
- 한국노동조합총연맹 부위원장
- 2020년 3월~2020년 6월: 더불어민주당 코로나19재난안전대책위원회 부위원장
- 2020년 4월 15일: 대한민국 제21대 국회의원 선거 당선(비례대표, 더불어시민당, 초선)
- 2020년 9월~2021년 1월: 더불어민주당 중앙당 선거관리위원회 위원
- 2021년 4월~2022년 3월: 더불어민주당 원내부대표
- 2022년 3월~2023년 5월: 더불어민주당 원내대변인
- 2024년 1월: 제22대 국회의원 선거 서울 서대문구 갑 더불어민주당 국회의원 예비후보
- 2024년 4월 10일: 대한민국 제22대 국회의원 선거 당선(경기 성남시 중원구, 더불어민주당, 재선)
- 2024년 5월~: 더불어민주당 경기도당 성남시 중원구 지역위원회 위원장
- 2024년 6월~2024년 8월: 더불어민주당 전국당원대회준비위원회 부위원장
- 2024년 10월~: 더불어민주당 전국여성위원회 위원장
- 2025년 6월~2025년 8월: 더불어민주당 중앙당 선거관리위원회 부위원장

### 의정 활동
- 2020년 5월 30일~2024년 5월 29일: 제21대 국회의원(비례대표, 더불어민주당, 초선)[A]
  - 2020년 6월~2022년 5월: 제21대 국회 전반기 환경노동위원회 위원
  - 2020년 6월~2022년 5월: 제21대 국회 전반기 여성가족위원회 위원
  - 2021년 4월~2022년 5월: 제21대 국회 전반기 국회운영위원회 위원
  - 2022년 2월~2022년 3월: 제21대 국회 전반기 예산결산특별위원회 위원
  - 2022년 4월~2023년 5월: 제21대 국회 전,후반기 국회운영위원회 위원
  - 2022년 7월~2023년 6월: 제21대 국회 후반기 환경노동위원회 위원
  - 2022년 7월~2022년 10월: 제21대 국회 민생경제안정특별위원회 위원
  - 2022년 8월~2022년 11월: 제21대 국회 대법관(오석준) 임명 동의에 관한 인사청문특별위원회 위원
  - 2023년 6월~2024년 5월: 제21대 국회 후반기 예산결산특별위원회 위원
  - 2023년 6월~2024년 5월: 제21대 국회 후반기 환경노동위원회 간사
  - 2023년 10월~2023년 11월: 제21대 국회 헌법재판소장(이종석) 임명동의에 관한 인사청문 특별위원회 위원
- 2024년 5월 30일~: 제22대 국회의원(경기 성남시 중원구, 더불어민주당, 재선)
  - 2024년 6월~2025년 6월: 제22대 국회 전반기 보건복지위원회 위원
  - 2025년 1월~2025년 7월: 제22대 국회 12·29 여객기 참사 진상규명과 피해자 및 유가족의 피해구제를 위한 특별위원회 간사
  - 2025년 6월~: 제22대 국회 전반기 예산결산특별위원회 위원
  - 2025년 7월~: 제22대 국회 전반기 보건복지위원회 간사

## 정치자금법 위반 혐의
이수진은 2016년 2월 경 김봉현(전 스타모빌리티 회장), 전 언론인 E○○로부터 정치자금 500만원을 부정 수수한 혐의(정치자금법 위반)를 받고 있다.
2023년 2월 23일 서울남부지방검찰청 형사6부는 이수진을 정치자금법위반 혐의로 불구속 기소하였다.

## 역대 선거 결과
|  | 25.54% |

|  | 33.35% |

|  | 60.11% |

## 소속 정당
| 소속 정당 | 소속 정당      | 소속 기간 | 비고      |
| --------- | -------------- | --------- | --------- |
|           | 민주통합당     | 2012~2013 | 정계 입문 |
|           | 민주당         | 2013~2014 | 당명 변경 |
|           | 새정치민주연합 | 2014~2015 | 합당      |
|           | 더불어민주당   | 2015~2020 | 당명 변경 |
|           | 무소속         | 2020      | 탈당      |
|           | 더불어시민당   | 2020      | 입당      |
|           | 더불어민주당   | 2020~현재 | 합당      |

## 같이 보기
- 대한민국 제21대 국회의원 선거 더불어시민당 후보 목록#비례대표
- 성남시 중원구 (선거구)
- 성남시 중원구의 국회의원